# کبیشی

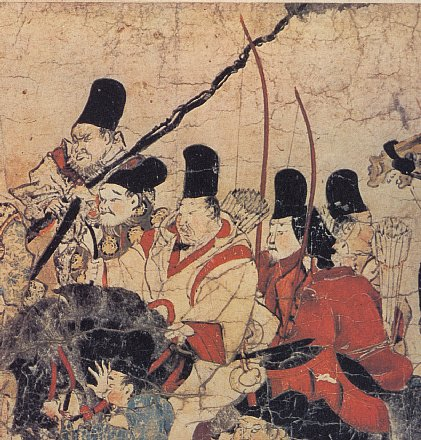

کِبیشی (به ژاپنی: 検非違使 けびいし Kebiishi); به مأمور یا پلیس ویژه در خدمت امپراتور ژاپن در دوره هی‌آن در ژاپن گفته می‌شود. وظیفه کِبیشی حفظ امنیت کیوتو پایتخت آن زمان ژاپن بوده است.